# Staurolit
Staurolit är ett rödbrunt till svart, mestadels ogenomskinligt, nesosilikatmineral med en vit streckfärg. Mineralet bildar ofta karaktäristiskt korsformade tvillingar.

## Etymologi
Namnet staurolit härrör från de grekiska, stauros för kors och lithos för sten med hänvisning till allmän tvillingbildning.

## Sammansättning
Staurolit har den nominella kemiska formeln: Fe2+2Al9Si4O23OH. Magnesium, zink, mangan och litium kan substituera det tvåvärda järnet, trevärtjärn kan ersätta aluminium och aluminium kan ingå på kislets plats.

## Egenskaper
Staurolit kristalliserar i det monoklina kristallsystemet och har Mohs-hårdhet 7 till 7½. 
Tvärformen i de korsformede tvillingarna är antingen vinklad 60° eller 90°. I prover finns ofta makroskopiskt synliga staurolitkristaller av prismatisk form. Mineralet bildar ofta porfyroblaster.

## Förekomst
Staurolit är ett regionalt intermediärt till hög-metamorft mineral. Det förekommer tillsammans med almandingranater, glimmer och kyanit, liksom albit, biotit och sillimanit i gnejs och metamorfa skifferbergarter.
Staurolit har påträffats i Lepontinalperna i Schweiz och i Selbu, Norge. Staurolit finns i Fairy Stone State Park i Patrick County, Virginia. Fynd finns också från Island Park, Idaho, nära Henrys Lake, New Mexico och nära Blanchard Dam i Minnesota. Staurolit är ett ganska vanlig accessoriskt mineral i Bergslagen och Skelleftefältet.

## Symbolmineral
Staurolit är det officiella statliga mineralet i delstaten Georgia i USA.

## Användning
Staurolit är ett av de indexmineral som används vid bland annat petrologiska analyser för att uppskatta vid vilken temperatur, djup, och tryck som en bergart har undergått metamorfos.
Staurolitförande bergarter har i Norge använts till kvarnstenar (selbukvernstein).
Kristaller kan även använts som ädelsten i till exempel amuletter.